# Sarvegöl (Döderhults socken, Småland)
Sarvegöl är en sjö i Oskarshamns kommun i Småland och ingår i Virån-Emåns kustområde.